# David Stenman
David Johan Christer Stenman, född 8 oktober 1988 på Smögen, är en svensk före detta fotbollsmålvakt.

## Karriär
Stenman började sin karriär i Smögens IF och gick 2004 till IFK Göteborgs ungdomslag. Han var med i A-lagstruppen som tredjemålvakt bakom Bengt Andersson när laget tog SM-guld 2007. Under 2008 var Stenman andremålvakt bakom Kim Christensen. 2009 blev Stenman utlånad till den allsvenska nykomlingen Örgryte IS för att konkurrera med den tilltänkte förstemålvakten Peter Abrahamsson. Stenman övertygade dock inte under träningsmatcherna på försäsongen och när Abrahamsson bröt fingret inför den allsvenska comebacken valde ÖIS att låna in den australiensiska målvakten Nathan Coe som ersättare. Trots det fick Stenman göra allsvensk debut den 5 april 2009 i ÖIS säsongspremiär i allsvenskan mot GAIS, eftersom ledningen i ÖIS slarvat med Coes uppehållstillstånd. Efter att matchen slutat med storseger 5-1 till GAIS lade många skulden på Stenman för de insläppta målen. Stenman spelade även mot Gunnilse i Svenska cupens första omgång som ÖIS förlorade med 2-0. 
Stenman fick vara reservmålvakt resten av säsongen. När Coe blev skadad i maj och Abrahamsson fortfarande var borta, valde ÖIS att ta in sin femte målvakt för säsongen, 42-årige Bengt Andersson som inte hade spelat fotboll på ett halvår vid tillfället. Efter säsongen fick Stenman inte förlängt kontrakt med varken ÖIS eller IFK Göteborg. I början av 2010 fick han kontrakt med Qviding FIF i Division 1 södra. Inför säsongen 2011 gick han till Torslanda IK i Division II Västra Götaland.
I januari 2014 skrev Stenman på för IK Oddevold. Efter säsongen valde de gemensamt att bryta kontraktet. Säsongen 2016 spelade han för Lindome GIF.